# 齋藤翔
齋藤 翔 (さいとう しょう、 1990年2月22日 - ) は、日本の元ファッションモデル、元タレント。所属事務所K&M。
- 特技 サッカー、バスケットボール、フットサル
- 格闘技 キックボクシング

## レギュラー番組
- 冒険!CHEERS!!
- MTV
- 新伍&紳助のあぶない話

## 主な専属広告モデル
- スポーツオーソリティ
- MEN'S NON-NO
- ニューヨーカー

## CM
- 栄光ゼミナール
- アイスの実
- NTTDoCoMo
- ジャパンエナジー